# Hammer Summer
Der Hammer Summer war ein sommerlicher und für Besucher kostenloser Open-Air-Konzertabend auf dem Marktplatz an der Pauluskirche in Hamm mit bekannten Künstlern aus dem nationalen und internationalen Rock/Pop-Business. Finanziert wurde er vom Stadtmarketing Hamm und Sponsoren wie Stadtwerke Hamm und Sparkasse Hamm. Organisatoren waren Uwe Sauerland von der Stadt Hamm und die Stadtwerke.
Der Hammer Summer entstand aus einem Konzert von Achim Reichel bei einem Hafenfest im Jahr 2001 in Hamm, das wegen Unwetter mit Starkregen ausfiel. Reichel kam deshalb im Sommer desselben Jahres nochmals nach Hamm und trat vor der Pauluskirche auf.
Der letzte Hammer Summer fand 2019 statt. In den darauffolgenden zwei Jahren fiel die Veranstaltung aufgrund der COVID-19-Pandemie aus. Ende 2021 gaben die Stadtwerke die Einstellung der Hammer Summer bekannt. Als Nachfolger gilt das im September 2021 erstmals durchgeführte Kulturfestival „H4“, bei dem vor allem Künstler aus Hamm auftreten.

## Acts auf dem Hammer Summer
- 2002 (als Late Summer Fest 2002) Wonderwall, Paul Carrack und Runrig
- 11. Juli 2003 (erstmals als Hammer Summer): The Hooters, Watershed und Mia Aegerter
- 4. Juni 2004: Itchycoo, Fischer-Z und Fury in the Slaughterhouse
- 8. Juli 2005: Midge Ure, Patrick Nuo und Klee
- 8. Juli 2006: Cutting Crew, Apoptygma Berzerk und Alexander Klaws
- 13. Juli 2007: The Urge, Nevio Passaro, 2raumwohnung, Asher Lane, The Hooters. Erstmals traten fünf Künstler bzw. Gruppen auf, daher begann die Veranstaltung schon am späten Nachmittag.
- 4. Juli 2008: The BossHoss, Kim Wilde, Nemo, Jörn Schlönvoigt
- 29. August 2009: Aloha from Hell, My Excellence, MIA., Asia
- 16. Juli 2010: Giovanni & Ross Antony, Stanfour, Camouflage
- 16. Juli 2011: The Black Pony, Meg Pfeiffer, The Pusher, The Fixx, Sunrise Avenue[2]
- 14. Juli 2012: Michael Schulte, Glasperlenspiel, The Coronas, The Baseballs, Coast
- 13. Juli 2013: Revolverheld, The Pusher, Bakkushan, LAING, Jonas & the Massive Attraction, Roman Lob
- 18. Juli 2014: My first Band, Madsen, Youthkills, Jennifer Rostock
- 3. Juli 2015: Albert Hammond, Juli, Kensington, Shoshin, KAYEF
- (3. Juni 2016): Tom Thaler & Basil, Die Lochis, Kelvin Jones, Richard Marx. Die Veranstaltung wurde wenige Stunden vor Beginn abgesagt. Grund war ein Technikausfall aufgrund eines Starkregens mit Windbruch und eine spätere Bombendrohung.[3]
- 16. Juni 2017: Nordn, Kelvin Jones, Lena Meyer-Landrut, Louis Manke mit Staubkind
- 29. Juni 2018: The LaFontaines, Tim Kamrad, Glasperlenspiel, Gleis 8
- 22. Juni 2019: Engst, Joris, Albert Hammond